# Pseudorhaphitoma iodolabiata
Pseudorhaphitoma iodolabiata is een slakkensoort uit de familie van de Mangeliidae. De wetenschappelijke naam van de soort is voor het eerst geldig gepubliceerd in 1929 door Hornung & Mermod.